# A. O. L. Atkin
Pour les articles homonymes, voir Atkin.
Arthur Oliver Lonsdale Atkin (31 juillet 1925 – 28 décembre 2008), qui a publié sous le nom A. O. L. Atkin, est un mathématicien britannique.
En tant qu'étudiant pendant la Seconde Guerre mondiale, il travaille au cassage des codes allemands au Bletchley Park.
Durant les années 1960, il travaille à l'Atlas Computer Laboratory (en) à des calculs de fonctions modulaires.
Vers la fin de sa vie, il est professeur émérite de mathématiques à l'université de l'Illinois à Chicago.
Avec Noam Elkies, Atkin a étendu l'algorithme de Schoof pour en faire l'algorithme de Schoof-Elkies-Atkin (en). Avec Daniel J. Bernstein, il a développé le crible d'Atkin.
Atkin est aussi connu pour ses travaux sur la fonction de partition d'un entier et le monstrous moonshine.